# Ботино (платформа)
Бо́тино — остановочный пункт Казанского направления Московской железной дороги в городском округе Шатура Московской области. Расстояние от Москвы-Казанской — 131,3 км . На платформе останавливаются около 17 пар электропоездов в сутки маршрутов Москва-Казанская — Черусти и Куровская — Черусти.
Имеются две боковые высокие платформы, не оборудованных турникетами. Переход пассажиров осуществляется по настилам на путях. Ближайшие населённые пункты: микрорайон Ботино города Шатура и деревня Новосидориха. Название по бывшей деревне Ботино к юго-западу от платформы. Билетная касса закрыта.
В 495 метрах на юг от платформы проходит автомагистраль Р106 Куровское — Самойлиха. Пересечение с железной дорогой одноуровневое — регулируемый переезд. В двух километрах на юго-восток протекает река Поля, на участке Ботино — Кривандино имеется мост через неё.
Остановочный пункт имеет две высокие платформы: одна островная на севере и одна боковая на юге и три пути: два — магистральный ход (южная ветвь Транссиба), которые обслуживают обе платформы, и отдельный путь необщего пользования Кривандино — Шатурская ГРЭС, принадлежащий ГРЭС и обслуживающий её. Этот путь не имеет ни электрификации, ни пассажирского движения.